# Yates (ciruela)
Yates es una variedad cultivar de ciruelo (Prunus salicina), de las denominadas ciruelas japonesas (aunque las ciruelas japonesas en realidad tienen su ancestros en China, fueron llevadas a los EE. UU. a través de Japón en el siglo XIX).
Una variedad que fue originada por D. H. Watson, Brenham (Texas). Siendo un híbrido de 'Kelsey' x 'Prunus angustifolia subsp. varians'. Las frutas son de tamaño grande, piel firme con un color rojo, sutura poco profunda, tienen una pulpa de color amarillo ambarino con textura firme, jugosa, suave, sabor muy agradable y dulce, con solo un toque de acidez.

## Sinonimia
- "Yates Florida sand plum Hybrid".[4]

## Historia
Las denominadas ciruelas japonesas con base de Prunus salicina son variedades de ciruela, que fueron traídas desde Japón a los Estados Unidos (aunque sus ancestros son ciruelas oriundas de China) fueron desarrolladas y cultivadas en Estados Unidos) a finales de la década de 1890.
La ciruela 'Yates' fue originada por D. H. Watson, Brenham (Texas),  mediante una hibridación de la variedad de ciruela encuadrada en el grupo de las denominadas ciruelas japonesas 'Kelsey' como "Parental Madre" x polen de 'Prunus angustifolia subsp. varians' una de las denominadas ciruelas nativas americanas. Fue introducida en los circuitos comerciales por el viverista W. A. Yates, en 1897.
La ciruela 'Yates' ha sido descrita por:1. Vt. Sta. Bul. 67:22. 1898. 2. Vt. Sta. An. Rpt. 14:275. 1901.

## Características
'Yates' árbol que crece como un arbusto relativamente bajo y extendido, que generalmente presenta una forma redondeada y forma múltiples tallos. Puede funcionar como polinizador. Tiene un tiempo de floración que comienza a partir del 18 de abril con el 10% de floración, para el 21 de abril tiene una floración completa (80%), y para el 8 de mayo tiene un 90% de caída de pétalos.
'Yates' tiene una talla de fruto grande, de forma redondeada, ligeramente asimétrica, color de piel rojo cuando está completamente maduro, sutura poco profunda, y ápice ligeramente puntiagudo, cavidad medianamente poco profunda, abruptamente redondeada; pulpa de color amarillo ambarino con textura firme, jugosa, suave, sabor muy agradable y dulce, con solo un toque de acidez.
Hueso adherente, pequeño, abombado, casi lisa, asimétrico.
Su tiempo de recogida de cosecha se inicia en su maduración de temporada media, en la segunda y tercera decena de agosto. Las ciruelas 'Yates' son firmes cuando están maduras, y como la mayoría de las frutas de hueso, no se conserva por mucho tiempo.

## Usos
Las ciruelas 'Yates' son buenas en fresco para comer directamente del árbol, calidad de primera, también muy buenas en postres de cocina como tartas y pasteles, y se utilizan comúnmente para hacer conservas y mermeladas.